# Мундуруччу
Мундуруччу́ — река в Якутии (Россия), левый приток Амги, принадлежит к бассейну реки Лены. Протекает по территории Алданского района и Амгинского улуса Якутии. Длина — 168 км, площадь водосборного бассейна составляет 3280 км².
Берёт начало на востоке Приленского плато, к югу от национального парка «Ленские столбы», почти на границе с Хангаласским улусом, на высоте более 360 метров над уровнем моря. Течёт преимущественно в южном направлении, в верховьях по холмистой тайге с преобладанием лиственницы, южнее — по лиственнично-берёзовому редколесью. В верховьях реку пересекает автодорога Лена A360. В среднем и нижнем течении по реке проходит административная граница между Алданским районом и Амгинским улусом Якутии. Впадает в Амгу слева в 723 км от её впадения в Алдан, выше впадения Борулаха, на высоте менее 207 м над уровнем моря. Ширина в нижнем течении — 25 м при глубине 1,5 м. Скорость течения в низовьях — 0,1 м/с. Замерзает с середины октября до второй половины мая.

## Основные притоки
Указаны притоки длиной 30 км и более.
| Название | Расстояние от устья | Длина | Положение |
| -------- | ------------------- | ----- | --------- |
| Куранах  | 63                  | 38    | левый     |
| Тастах   | 100                 | 48    | левый     |
| Начикта  | 117                 | 42    | левый     |

## Данные водного реестра
По данным государственного водного реестра России и геоинформационной системы водохозяйственного районирования территории РФ, подготовленной Федеральным агентством водных ресурсов:
- Бассейновый округ — Ленский
- Речной бассейн — Лена
- Речной подбассейн — Алдан
- Водохозяйственный участок — Амга
- Код водного объекта — 18030600812117300048894[4].